# Окара
Окара — соевая пульпа, продукт, получаемый при производстве соевого молока. Используется в японской, китайской и корейской традиционной кухне, а также в вегетарианской кухне. Содержит много клетчатки и белка.

## Описание, свойства
Окара почти не содержит жира, зато содержит много клетчатки (12—14,5 % в высушенной окаре), белка (24 % в высушенной окаре), кальций, железо, рибофлавин.
Окара, как и тофу, практически не имеет собственного вкуса, но её можно смешивать и тушить с соусами и другими продуктами. Например, одним из традиционных блюд из окары является японское блюдо унохана. Оно содержит окару, соевый соус, мирин (кулинарное рисовое вино), морковь, корень лопуха и грибы шиитаке. Иногда унохана используется как замена риса в суши.
Окару можно добавлять в каши и тесто, использовать в таких блюдах как вегетарианские пельмени и бургеры. Также можно ферментировать окару с помощью культуры Rhizopus oligosporus, чтобы получить темпе из окары.
Окара входит в состав корма для свиней, коров и другого скота. Также окара является сырьём для производства пряжи из сои.